# Phyllotreta hispanica
Phyllotreta hispanica es una especie de insecto coleóptero de la familia Chrysomelidae. Fue descrita científicamente en 1903 por Pic.